# Känel Teppiche-Colnago
L'equip Känel Teppiche-Colnago va ser un equip ciclista suís de ciclisme en ruta que va competir professionalment de 1976 a 1977.

## Principals resultats
- 3 etapes a la Volta a Llevant: Horst Schütz (1977)
- 2 etapes a la Volta a Aragó: Horst Schütz (1976, 1977)

### A les grans voltes
- Giro d'Itàlia
  - 0 participacions

- Tour de França
  - 0 participacions

- Volta a Espanya
  - 0 participacions